# Salap
Salap é uma vila no distrito de Haora, no estado indiano de Bengala Ocidental.

## Demografia
Segundo o censo de 2001, Salap tinha uma população de 11 759 habitantes. Os indivíduos do sexo masculino constituem 52% da população e os do sexo feminino 48%. Salap tem uma taxa de literacia de 75%, superior à média nacional de 59,5%: a literacia no sexo masculino é de 80% e no sexo feminino é de 69%. Em Salap, 11% da população está abaixo dos 6 anos de idade.